# FC Niutao
El Football Club Niutao es un equipo de fútbol de la isla de Niutao en Tuvalu. Juega en la División-A, liga que ganó en las ediciones de 2001, 2002 y 2003. También fue finalista de la Copa Independencia en dos ocasiones.

## Palmarés
- División-A (3): 2001, 2002 y 2003.

## Galería

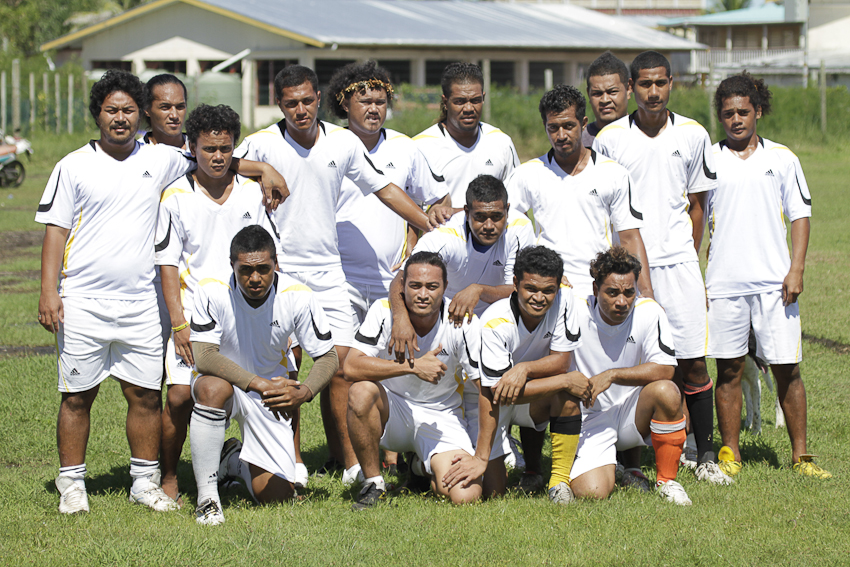
Equipo 2012